# 無限マイナス
無限マイナス（むげんマイナス）は、男性5人構成の日本のアコースティックバンド。自主レーベルである黒虫芸術に所属。

## 概要・来歴
2005年9月、遠藤仁平、前川和磨、朝比昴、濱本洋平によって結成。月1回程度のライブを重ね、12月に1stアルバム『死んだはずの僕の旅行』をリリース。
2007年8月、自主企画であるロック・フェスティバル『第1回右脳夏祭り』を渋谷屋根裏で開催し、1stシングル「夢の中の散歩」をライブ会場限定で発売。9月、本田裕也が新メンバーとして加入し、5人編成となった。
2008年11月、2ndアルバム『パーフェクトワールド』をリリース。メディアへの露出がないにもかかわらず、タワーレコードのJ-Indies ウィークリーチャートで1位を記録。同月、その発売記念公演が原宿クエストホールで行われ、SION with Bun Matsudaがゲストとして出演した。
2010年1月、メンバーの前川が逮捕され予定されていたライブは中止、そのまま解散することが発表された。その為、実質的ラストライブは2009年11月14日の水戸LIGHT HOUSE（共演:SION with Bun Matsuda、怒髪天）となる。
しかし、2010年8月15日に高円寺Highにて黒虫芸術presents「餞唄～ハナムケウタ～」が開催され、公表では遠藤仁平の出演であったが、サプライズとして無限マイナスで登場した。だが、そこに前川の姿はなく、サポートを迎えての演奏となった。イベント内では前川の訃報が知らされた。
2013年9月、新メンバーに小島功を加え、ライブを皮切りに活動を再開させる。

## メンバー
遠藤仁平（えんどうじんぺい）
ボーカル、アコースティック・ギター担当。元COCK ROACHのメンバー。COCK ROACH時代から崇高なカリスマ性と独特な詞世界で多くの支持を受ける奇才である。博士と蟋蟀としても音楽活動をしている。地元である茨城県水戸市にて料理屋を営む。
朝比昴（あさひすばる）
アコースティック・ギター担当。自身が手掛けた楽曲のみボーカルを務める。元HUGEのギター。
本田裕也（ほんだゆうや）
ベース担当。元COCK ROACHのメンバー。REDЯUMのサポートベーシストもしていた。博士と蟋蟀やあきゆきバンドのメンバーとしても活動。
濱本洋平（はまもとようへい）
機械担当。本業はレコーディング・エンジニア。
小島功
パーカッション担当。

### 元メンバー
前川和磨（まえかわかずま）
パーカッション担当。元G-FREAK FACTORYのメンバー。無限マイナスではジャンベを中心に、様々な民族楽器を使用する。インターネット詐欺で逮捕される。

## 作品

### シングル
- 夢の中の散歩 （2007年8月18日）
  - ライブ会場での限定販売

  1. 悪夢カルピス
  2. 福美

### アルバム
- 死んだはずの僕の旅行 （2006年12月3日）
  1. 死者列車
  2. 蝿とイチゴ
  3. 夏の名残り
  4. 右脳ガム
  5. アンダレイ
  6. 又、夢。
  7. 太陽の子供達
  8. 夢遊旅行
- パーフェクトワールド （2008年11月12日）
  1. 森のサトゥハ
  2. 百年時計
  3. 悪夢カルピス
  4. 盲目の老人は雨の降る日を知っている
  5. メトロポリタンミュージアム
  6. パーフェクトワールド
  7. 羊飼いだった少年
  8. 青く丸い地球に生まれて
  9. 水たまりとワルツ